# Sulaimaniyya-Museum
Das Sulaimaniyya-Museum (kurdisch مۆزه‌خانه‌ی سلێمانی; arabisch متحف السليمانية, DMG Matḥaf as-Sulaimāniyya) ist ein archäologisches Museum im Herzen von Sulaimaniyya in der Autonomen Region Kurdistan-Irak. Es ist nach dem Irakischen Nationalmuseum in Bagdad das zweitgrößte Museum des Landes. Es beherbergt Artefakte aus der prähistorischen Zeit bis in die spätislamische und osmanische Zeit. Mehrere Säle des Museums wurden renoviert und das Museum war vom 1. Oktober 2018 bis Oktober 2019 wegen Renovierungsarbeiten für die Öffentlichkeit geschlossen.

## Geschichte

### Eröffnung
Das Museum wurde am 14. Juli 1961 offiziell eröffnet. Ursprünglich bestand es aus einem kleinen Gebäude im Stadtteil Shorsh. Nach mehreren Jahren erwarb das Museum im Jahr 1980 ein neues und großes Gebäude an der Salimstraße. Das aktuelle einstöckige Gebäude hat eine Fläche von 6000 Quadratmetern. Die Ausstellungsstücke werden in einem kleinen Saal (der kürzlich von der UNESCO renoviert wurde) und zwei großen und langen Sälen ausgestellt, die durch einen quadratischen und offenen Hörsaal verbunden sind. Während des Ersten Golfkriegs von 1980 bis 1988 war das Museum vollständig für die Öffentlichkeit geschlossen. Es wurde 1990 für einen sehr kurzen Zeitraum wiedereröffnet. Nach der irakischen Invasion in Kuwait im August 1990 und dem Ausbruch des Zweiten Golfkriegs wurde das Museum erneut geschlossen. Es wurde am 20. August 2000 von Dschalal Talabani, dem Generalsekretär der Patriotischen Union Kurdistans offiziell wiedereröffnet.

### Post-2003
Nach der US-geführten Invasion im Irak 2003 und der anschließenden Plünderung des Nationalmuseums in Bagdad half das Sulaimaniyya-Museum durch die umstrittene Praxis des Kaufs geplünderter Artefakte, gestohlene Artefakte wiederzufinden und zurückzugeben.

### UNESCO
Seit 2011 arbeitet das Museum mit der UNESCO zusammen, um das Museum weiterzuentwickeln und zu renovieren und das Gebäude zu erweitern.

## Ausstellung

### Die Paikuli- und Narseh-Galerien
Das Sulaimaniyya-Museum hat am 10. Juni 2019 in Zusammenarbeit mit der Universität La Sapienza in Rom die neue Paikuli-Galerie eröffnet. Die Galerie wurde vom italienischen Außenministerium (MAECI) und dem Ministerium für kulturelles Erbe (MiBAC) gesponsert. Alle beschrifteten Steinblöcke (einschließlich vieler neu entdeckter nach 2006) des Gedenkdenkmals des sassanidischen Königs Narseh (ca. 293 n. Chr.) wurden zum ersten Mal der Öffentlichkeit gezeigt. Außerdem wurden noch andere Bausteine und einige Münzen und Bullen der sassanidischen Periode in diese Dauerausstellung aufgenommen.
Das Museum und das Direktorat der Altertümer hat in Zusammenarbeit mit der italienischen archäologischen Mission im irakischen Kurdistan (MAIKI) eine neue permanente Galerie eingerichtet, die zum ersten Mal vier große Büsten des sassanidischen Königs Narseh (in Hochreliefs) und eine große geschnitzte Büste zeigt. Diese schmückten einst die Paikuli-Inschrift. Die Galerie wurde am 24. Oktober 2021 offiziell eingeweiht.

### Selmani Museum Kids
Am 5. September 2019 weihte das Sulaimaniyya-Museum eine Halle für Kinder ein und nannte sie „Slemani Museum Kids“. Die Halle verfügt über viele Lehr- und Demonstrationsinstrumente für Kinder. Dies ist der erste maßgeschneiderte Museumsraum für Kinder im Irak. Neben der Öffentlichkeit nahmen der Generalkonsul des Vereinigten Königreichs in Kurdistan, der Gouverneur von Sulaimaniyya und der Generaldirektor der Direktion für Archäologie und Altertümer in Kurdistan sowie viele andere hochrangige Beamte der Region Kurdistan an der Veranstaltung teil. Slemani Museum Kids war eine Co-Kreation des Projekts Archaeological Practice and Heritage Protection in the Kurdistan Region. Das Projekt wird von der University of Glasgow (UK) in Zusammenarbeit mit dem Slemani Directorate of Antiquities and Inherit (UK) geleitet und vom British Council’s Cultural Protection Fund in Partnerschaft mit dem Department for Digital, Culture, Media and Sport finanziert.

### Prähistorische Galerie
Zwei große Hallen wurden renoviert, um eine neue Dauerausstellung zu eröffnen, die Hunderte von Artefakten aus der prähistorischen Zeit zeigt. Die Artefakte stammten hauptsächlich aus dem irakischen Kurdistan und dessen paläolithischen Höhlen, zusätzlich zu mehreren kürzlich ausgegrabenen antiken Stätten und Hügeln. Das Projekt wurde von der Botschaft der Vereinigten Staaten von Amerika gefördert. Eigentlich sollte die Ausstellung Anfang März 2020 eröffnet werden, doch wegen der Corona-Pandemie wurde der Eröffnungstermin verschoben. Am 2. Februar 2021 wurde es offiziell eingeweiht.

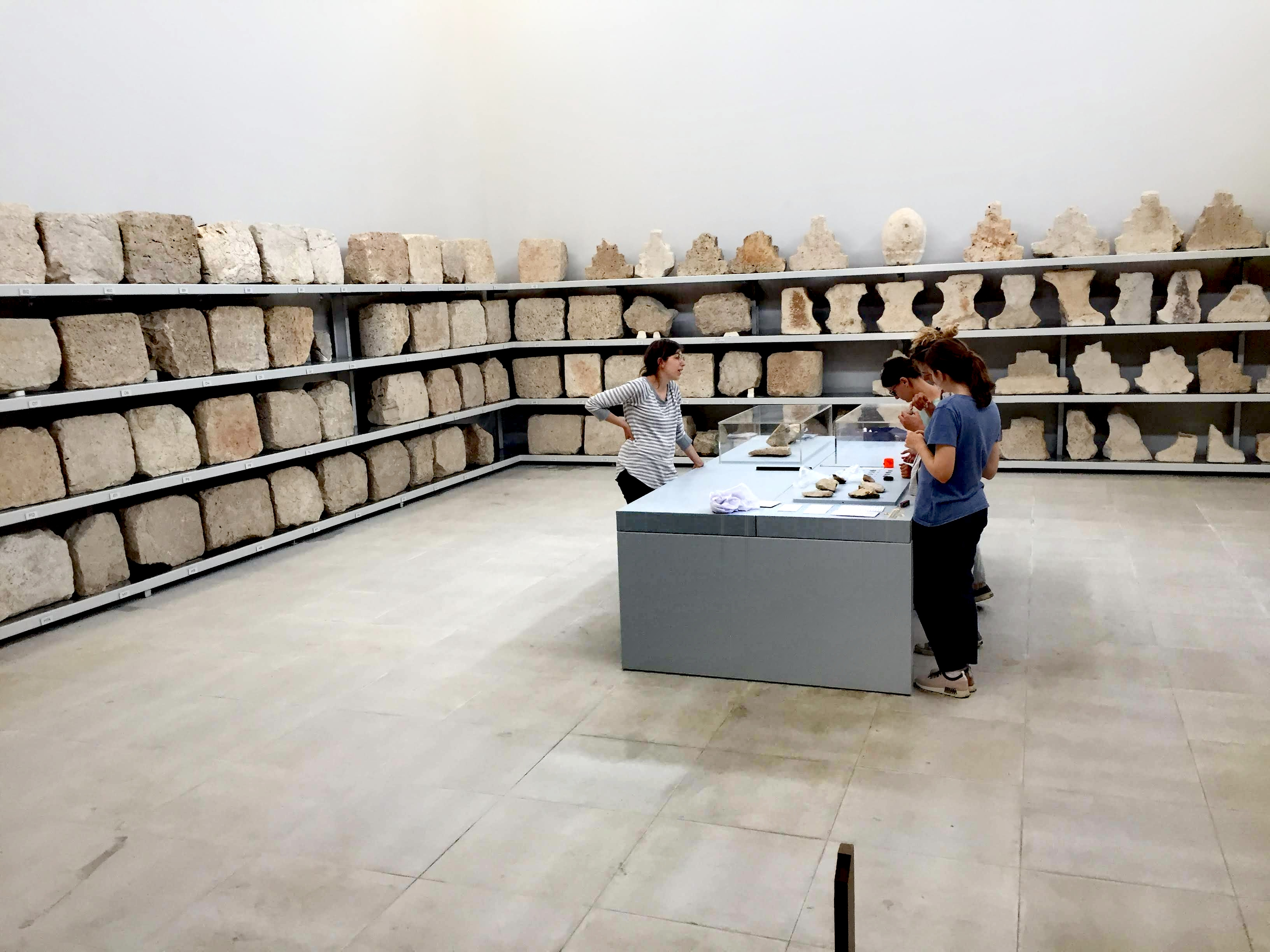
Die Paikuli-Galerie
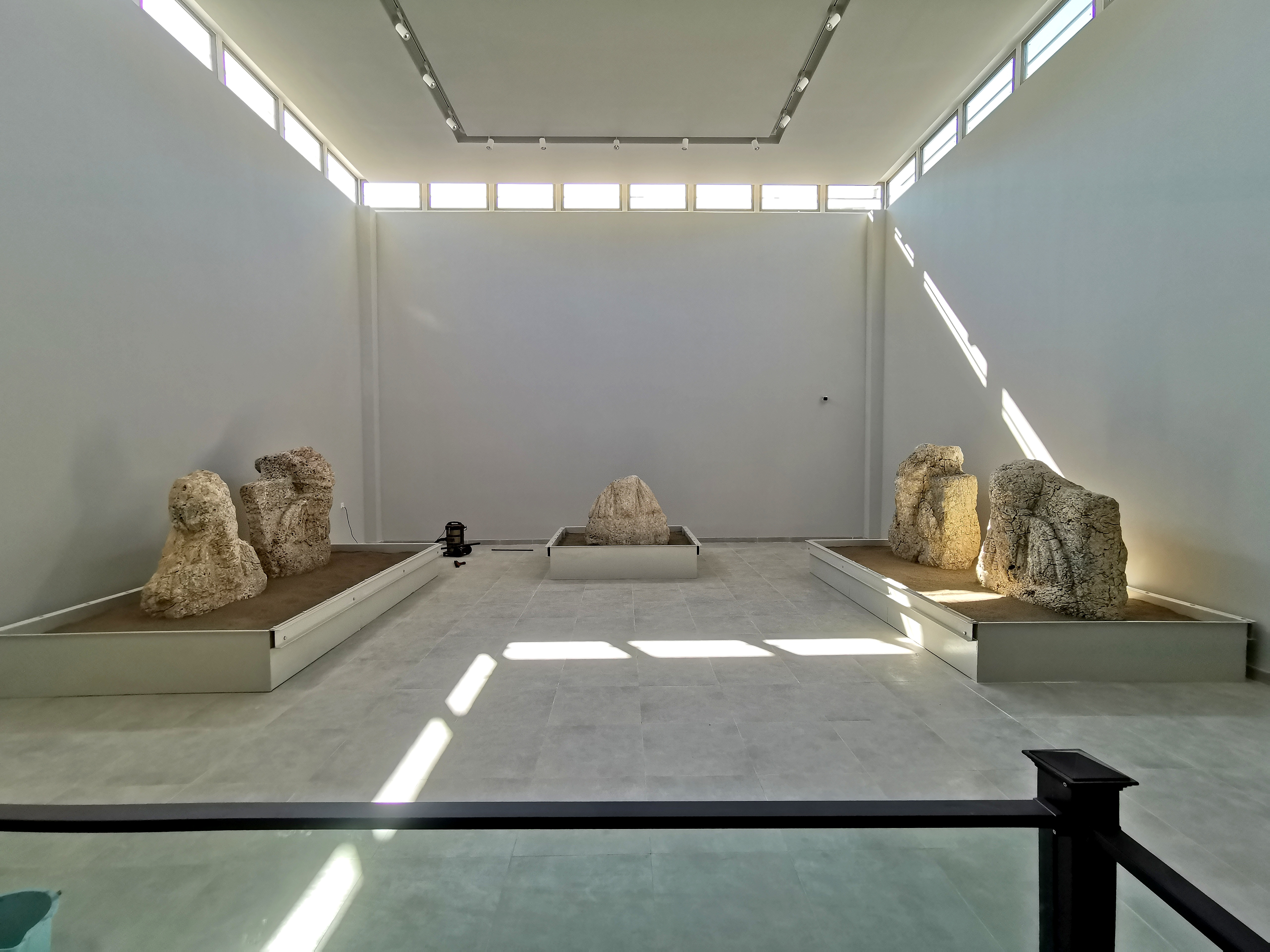
Drei Tage vor Eröffnung der Narseh-Galerie
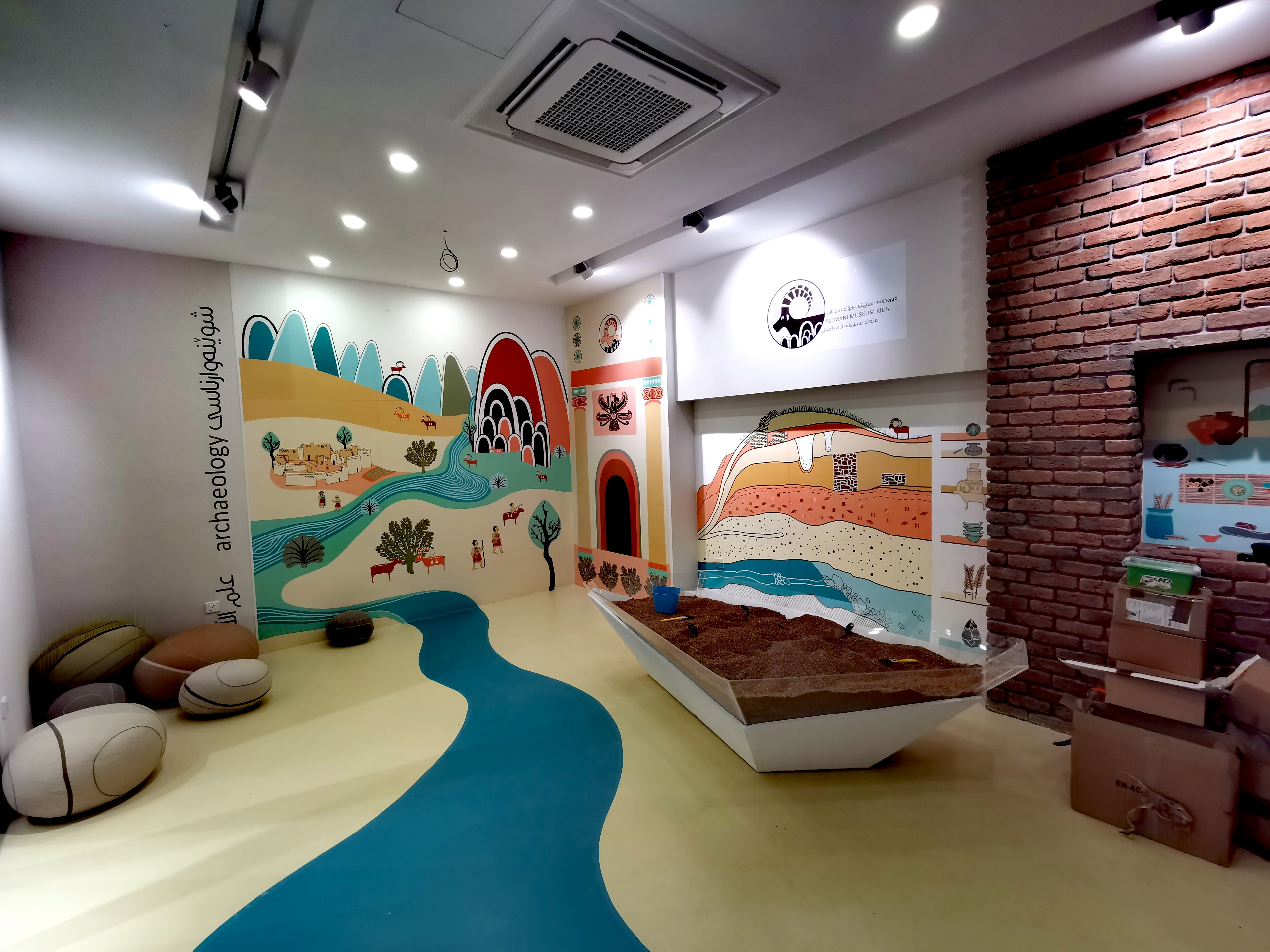
Slemani Museum Kids
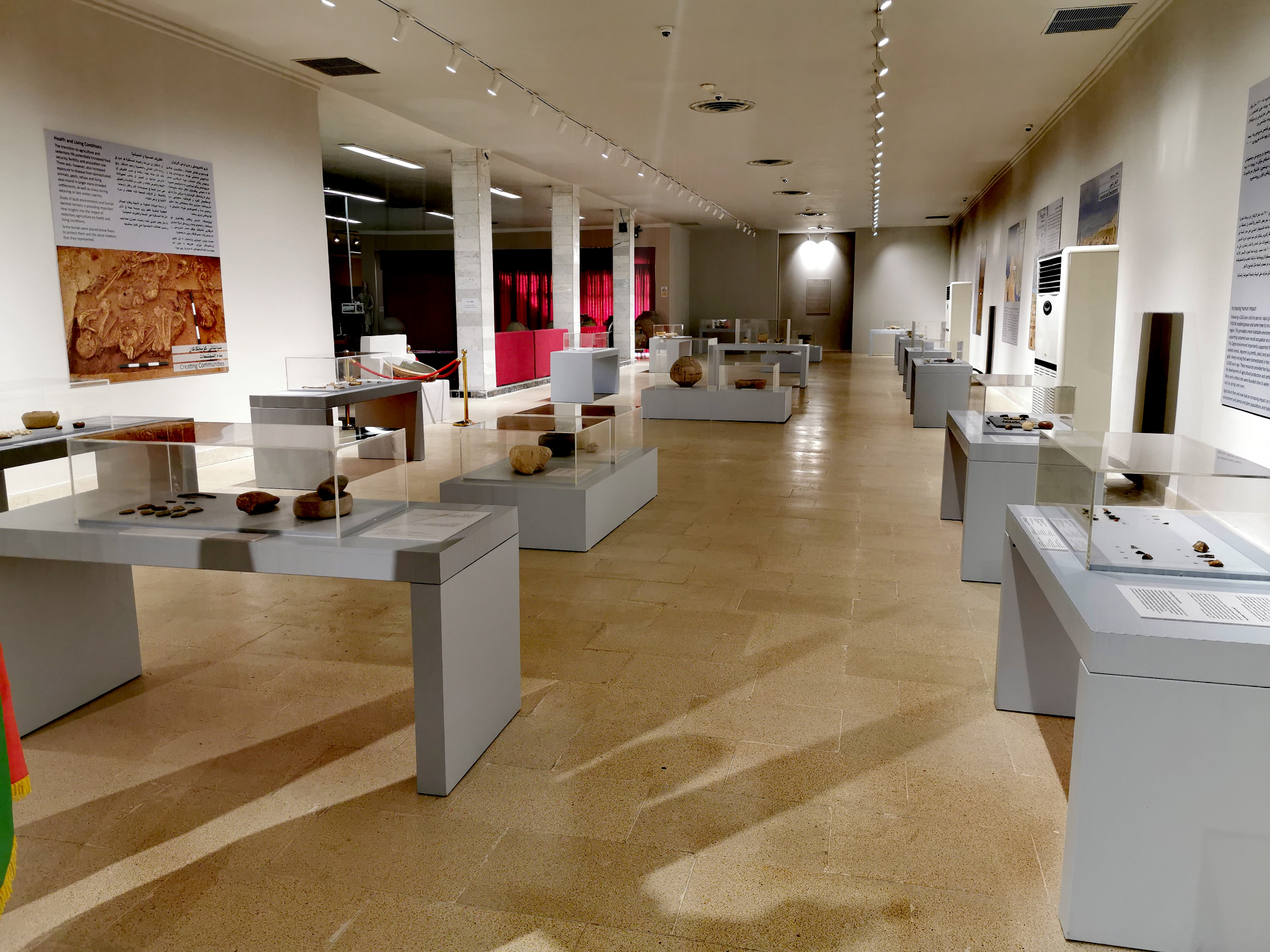
Die prähistorische Galerie
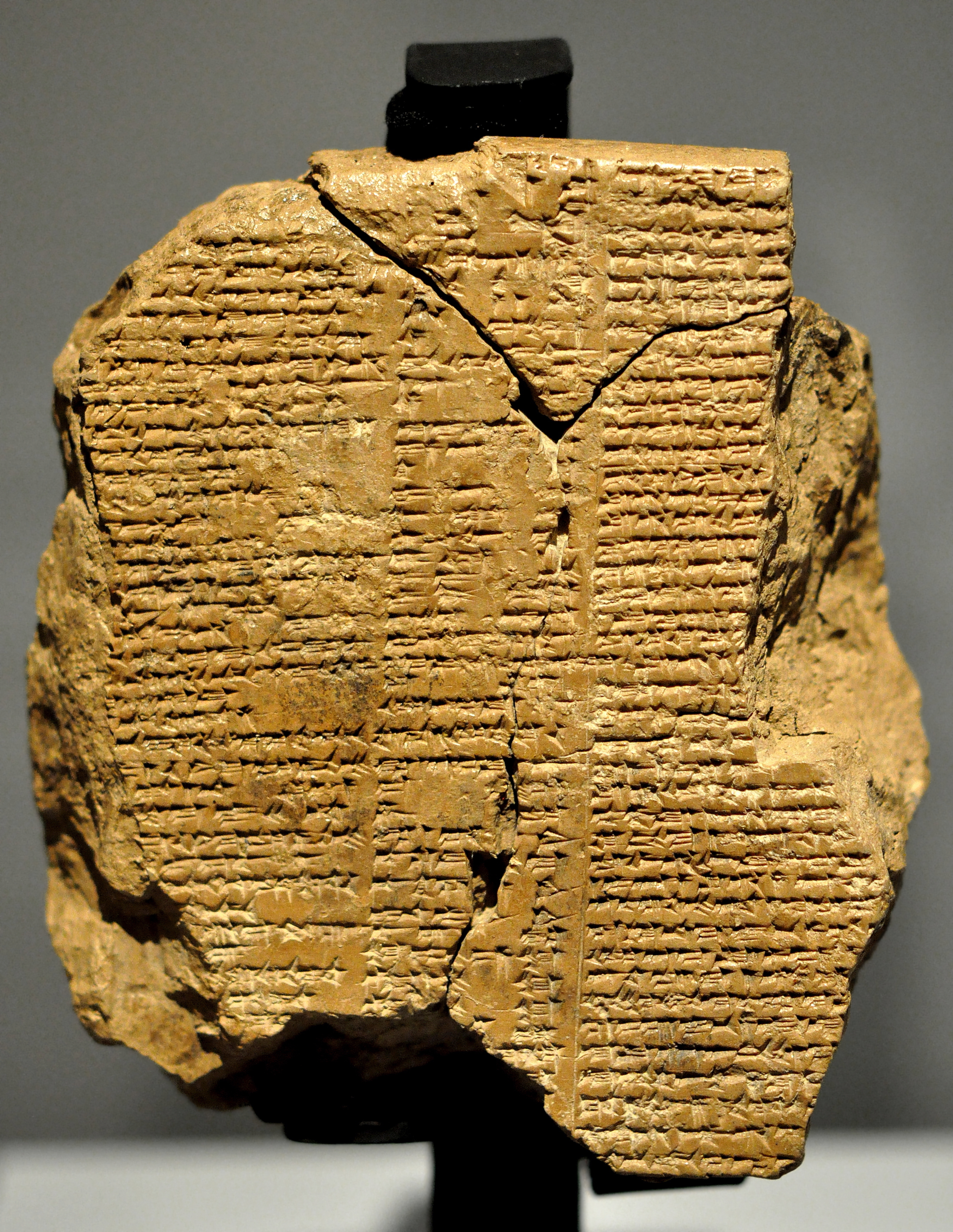
Tafel V des Gilgamesch-Epos'
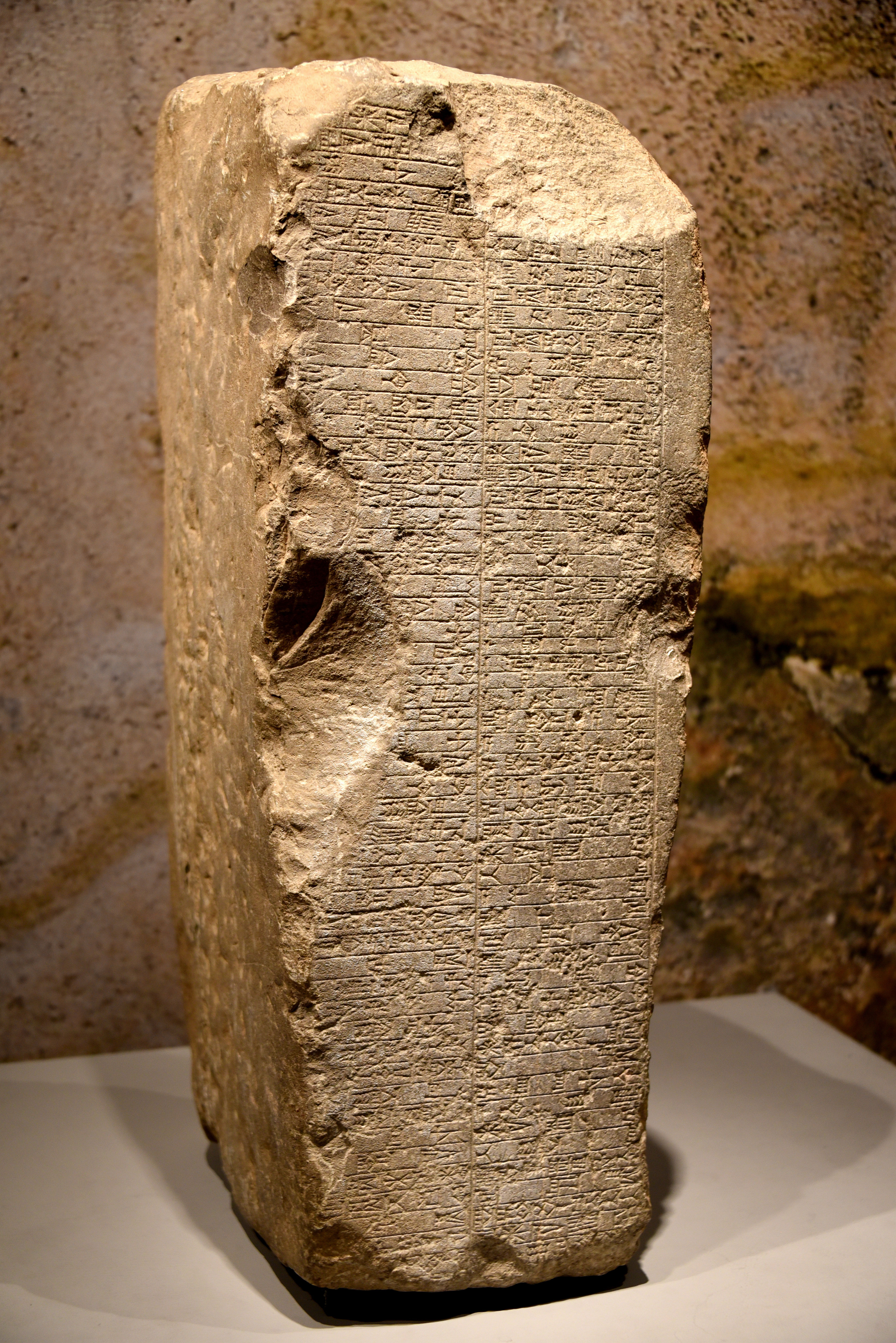
Die Stele des Iddin-Sîn, König von Simurrum, Altbabylonische Periode
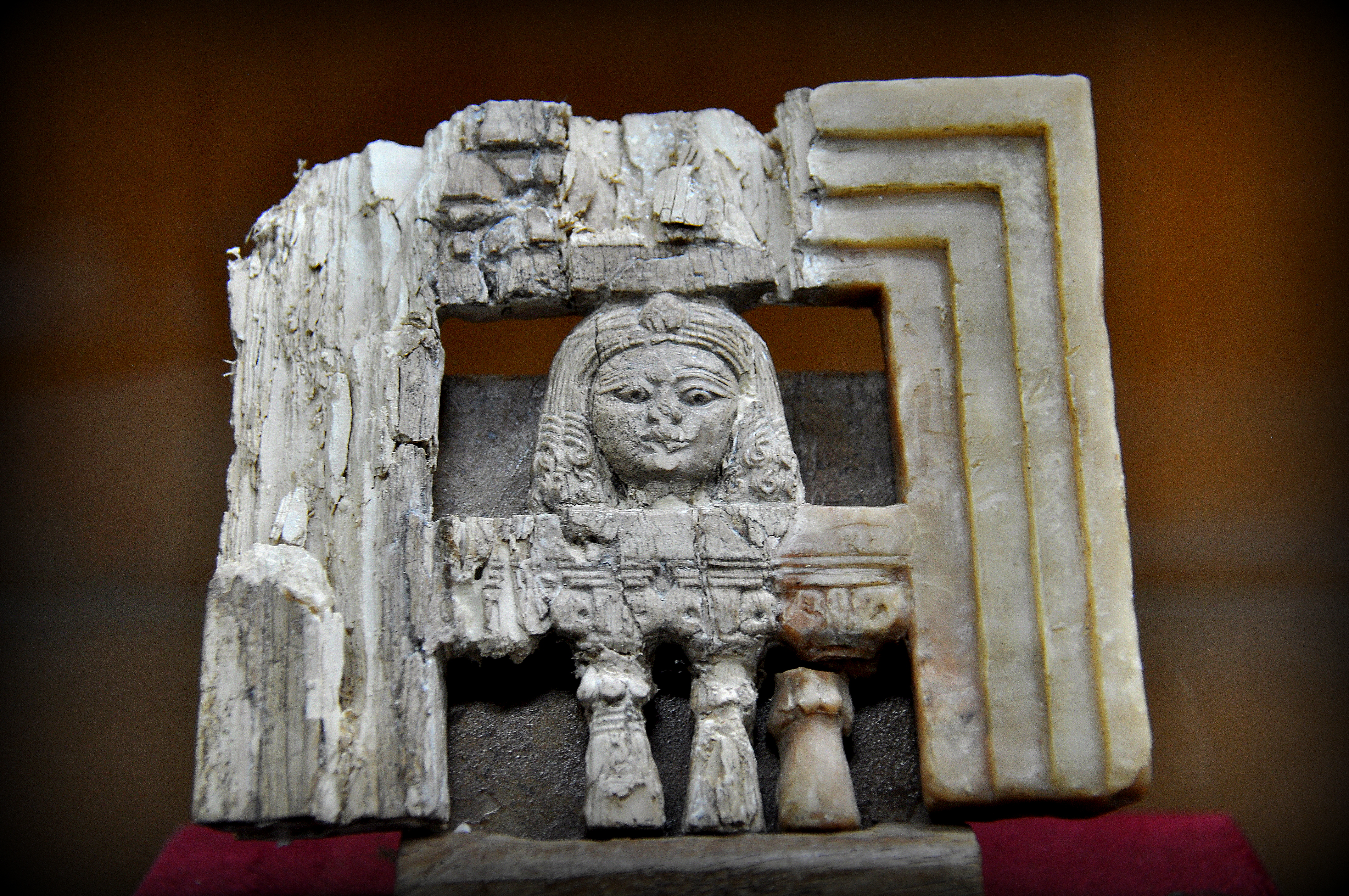
„The lady at the window“, eines der bekannten Elfenbeinkunstwerke aus Nimrud
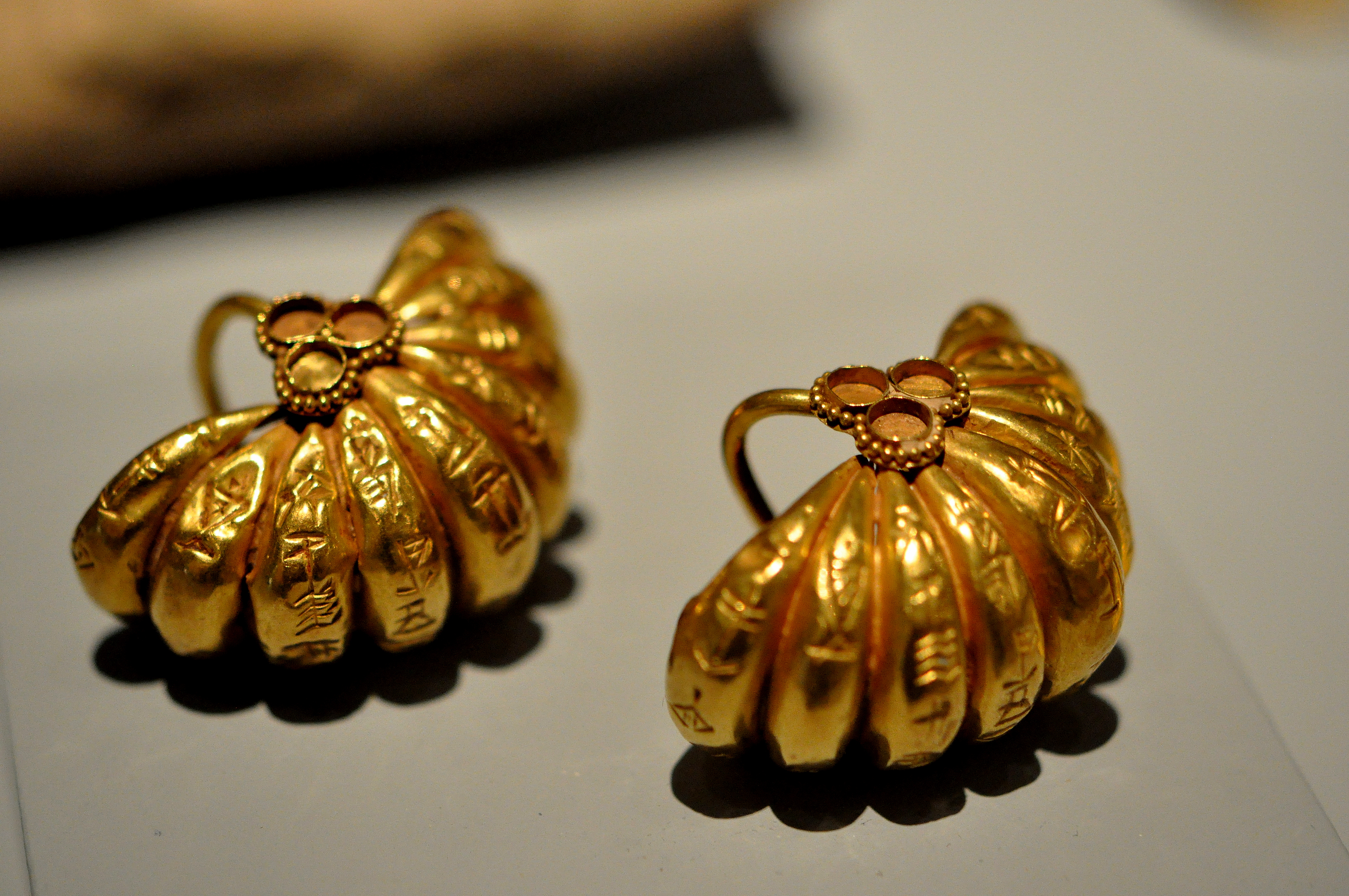
Goldene Ohrringe mit dem eingegravierten Namen von König Šulgi aus Ur